# Spicy City
Spicy City es una serie de televisión animada, erótica y de estilo cyberpunk, creada por Ralph Bakshi para la HBO. La serie se estrenó en EE.UU el 11 de julio de 1997 y finalizó el 22 de agosto de ese mismo año, con un total de 6 episodios en el transcurso de su primera y única temporada.

## Sinopsis
Se trata de una trama de ciencia ficción distópica, ambientada en los bajos fondos de una futurista ciudad marcada por el crimen y por tórridos sucesos; la cual guardar cierto estilo con las de otras obras como Blade Runner o Total Recall. En ella tienen lugar una serie de historias autoconclusivas que se reflejan en cada episodio, las cuales son introducidas por el personaje Raven, la anfitriona de un club nocturno que sirve como narradora de cada una de las historias, apareciendo además en algunas de ellas.

## Producción
Un debate en HBO sobre las series de Trey Parker y unos cortos de Matt Stone llamados  The Spirit of Christmas llevaron a directivos del canal a tener la idea de producir la primera serie animada dirigida específicamente a adultos, por lo que para ello pensaron en Ralph Bakshi. Bakshi organizó un equipo de escritores, incluyendo a su hijo Preston, para desarrollar una serie llamada Spicy Detective, la cual sería rebautizada más tarde como Spicy City.

## Reparto
- Michelle Phillips como Raven
- James Keane como Lem
- Barry Stigler como Boxer
- Mary Mara como Alice Kerchief/Geisha
- John Hostetter como Jake
- Vince Melocchi como Shark
- Alex Fernandez como Armando "Mano" Mantio
- Cecilia Noel como Red Beans
- James Hanes como Big Vinnie
- Ralph Bakshi como Stevie/Connelly/Goldblum
- Pamala Tyson como Bruja/Ebony y Venus Sartori
- Tuesday Knight como Prostitute/Virus
- James Keane como Flaxson
- Darrell Kunitomi como Loh
- Grace Zandarski como Chofer
- James Asher como Harry
- Tasia Valenza como Margo
- Tony Amendola como Skankmeyer
- Julie DeMita como Frenchy
- Rick Naiera como Vic Guapo
- Lewis Arquette como Farfelson/Corbin
- Jennifer Darling como Elvira
- E.G. Daily como Nisa Lolita
- Joey Camen como Max
- Michael Yama como Otaku
- Brock Peters como Bird
- Charlie Adler como Voces adicionales
- Dan Castellaneta como Voces adicionales
- Tress MacNeille como Voces adicionales
- Matt K. Miller como Voces adicionales
- Andy Philpot como Voces adicionales
- Marnie Mosiman como Voces adicionales
- Brendan O'Brien como Voces adicionales
- Dave Fennoy como Voces adicionales
- Danny Mann como Voces adicionales

## Crítica
La serie se estrenó el 11 de julio de 1997, superando a "South Park" en la televisión por más de un mes y convirtiéndose en la primera serie de animación "sólo para adultos".  Según Los Angeles Times llamó a la serie "Humor adolescente para adultos". El Dallas Morning News dijo que la serie "explota la forma femenina".
Aunque la reacción de la crítica fue mixta y en gran medida desfavorable, "Spicy City" recibió calificaciones aceptables.
Se aprobó una segunda temporada, pero la cadena quería despedir al equipo de redacción de Bakshi y contratar guionistas profesionales de Los Ángeles. Cuando Bakshi se negó a cooperar con el nuevo equipo, la serie fue cancelada.